# Kuçovë
Kuçovë (chiamata dal 1950 al 1990 Qyteti Stalin) è un comune albanese situato nella prefettura di Berat, nella parte centrale dell'Albania.
In seguito alla riforma amministrativa del 2015, a Kuçovë sono stati accorpati i comuni di Kozare, Lumas e Perondi, portando la popolazione complessiva a 31 262 abitanti (dati censimento 2011).

## Geografia fisica
La località si trova nella media Valle del fiume Devolli, nell'Albania centrale, precisamente al centro della zona petrolifera albanese.

## Storia
Nel 1935 la società italiana AIPA, una consociata dell'Agip, ottenne dallo Stato albanese una concessione molto estesa per la ricerca e valorizzazione del petrolio. I migliori risultati si ebbero a Kucova e qui sorsero gli impianti di produzione, una vera e propria cittadina per il personale addetto, una strada asfaltata per unirla a Berat ed al nuovo aeroporto costruito in funzione di questo centro, il quale, secondo gli usi del Regime Fascista, venne ribattezzato Petrolia, la città del petrolio.

## Storia recente
Dopo la guerra, il regime comunista che governava l'Albania ribattezzò a sua volta la città la quale divenne Qyteti Stalin, ovvero Città di Stalin. L'estrazione del petrolio venne intensificata e qui sorse la prima raffineria albanese, non essendo più il petrolio destinato in Italia.
Dopo il 1990, alla caduta del sistema comunista, il nuovo governo dell'Albania democratica ha disposto che la città riprendesse il suo nome originario, Kuçovë.

## Infrastrutture e trasporti
Immediatamente a sud della città è situata la base aerea di Kuçovë.

## Sport
Il calcio è lo sport più praticato e visto nella città: la squadra principale della città è il Klubi Futbollit Naftëtari Kuçovë chiamato così anche per il fatto che la squadra fu fondata da dei "Naftëtar" che lavoravano il petrolio.
Il 5 giugno 1988 ci fu una delle prime rivolte all'arbitraggio dell'incontro di ritorno tra Dinamo Tirana e Naftëtari: alla fine della partita i tifosi "Kuçovar" distrussero l'autobus degli ospiti e protestarono contro l'arbitraggio influenzato dai dirigenti comunisti che volevano la vittoria del Dinamo Tirana.